# Hefkoepel

Werking van een Franse hefkoepel van de Maginotlinie. De methode voor de Nederlandse hefkoepels was identiek, maar ze waren wel veel kleiner.

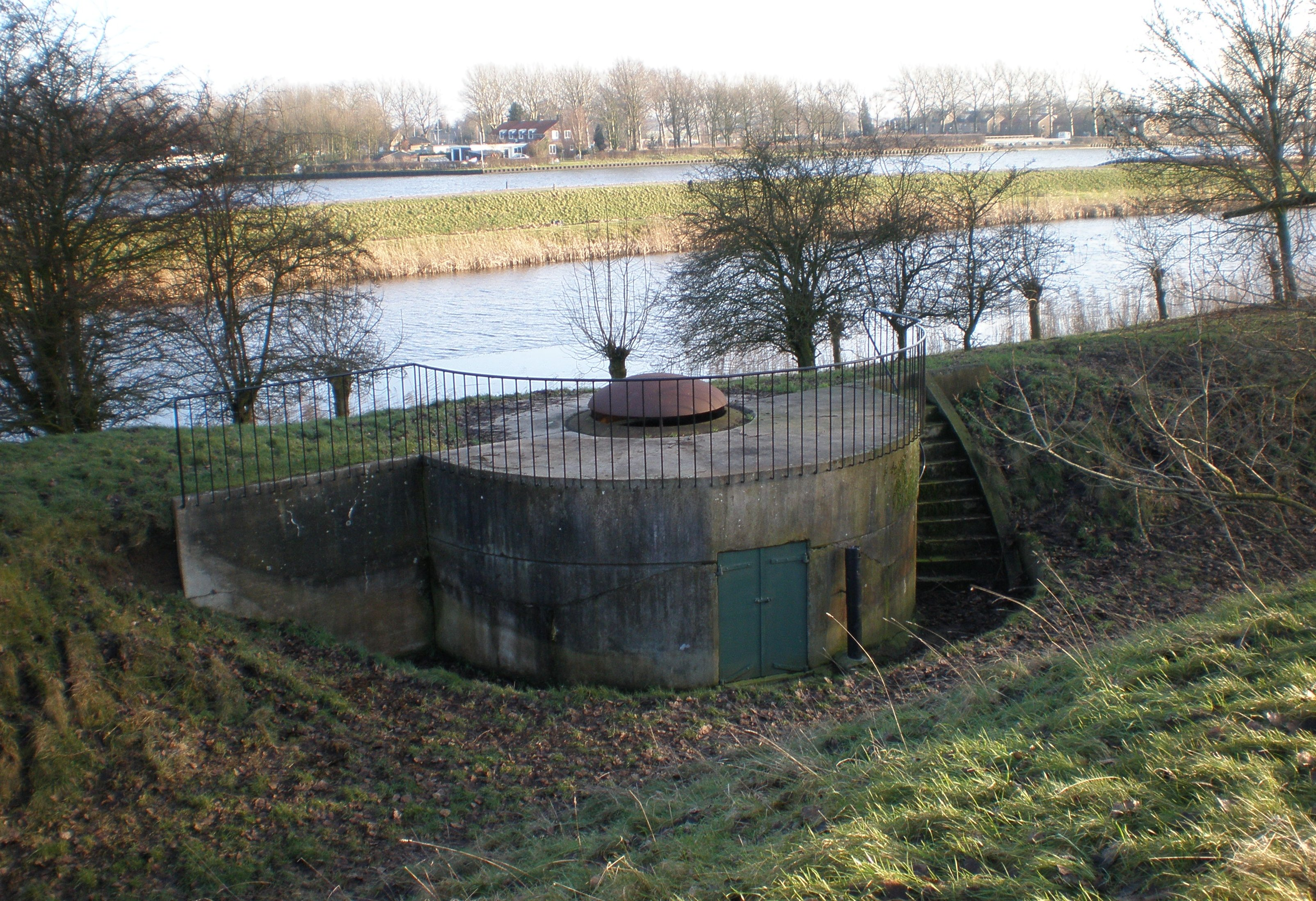
Gebouw voor de hefkoepel Fort bij Nigtevecht.

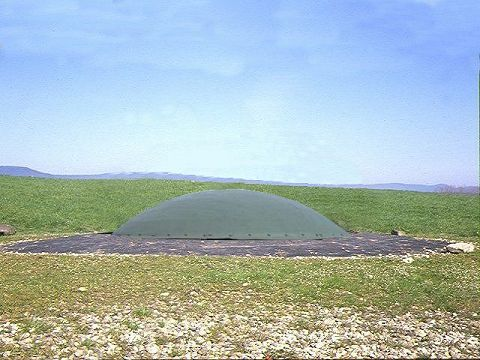
Franse hefkoepel in laagste stand.

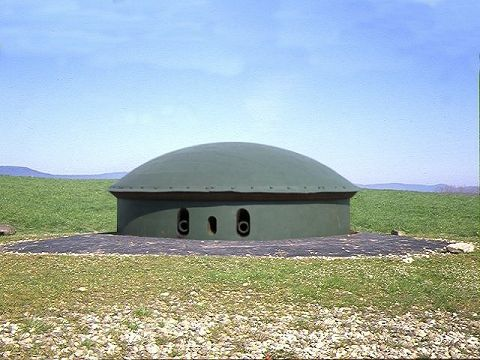
Zelfde koepel in bovenste positie.

Een hefkoepel is een pantserkoepel die ook verticaal kan bewegen. In verzonken toestand is de koepel nauwelijks zichtbaar en moeilijk te treffen. Voor een schot wordt de koepel omhoog gebracht en is tijdelijk kwetsbaar. Na het schot zakt de koepel weer terug in een betonnen behuizing. In de hefkoepel is een machinegeweer, mortier of kanon opgesteld.

## Stelling van Amsterdam
In Nederland zijn hefkoepels veelvuldig gebruikt in de Stelling van Amsterdam. De meeste van de 40 forten kregen twee hefkoepels. In de hefkoepel was een kanon met een kaliber van 6 centimeter geplaatst. Het kanon van Duits fabricaat had een bereik van 3500 meter. De hefkoepels waren geplaatst in een betonnen behuizing en aan de bovenkant, waar de hefkoepel op en neer bewoog in het dak, was een hardgegoten gietijzerenkraag van 32 centimeter dik aangebracht. Het dak van de hefkoepel was gemaakt van 10 centimeter dik nikkelstaal. Onder dit dak was het kanon geplaatst.
Het betonnen gebouw is rond. De muren zijn rondom 2,5 meter dik en de opening voor de metalen hefkoepel ongeveer 2 meter waarmee het geheel een diameter heeft van 7 meter. De enige opening aan de achterzijde geeft toegang tot het geheel. Een kleine trap naar beneden brengt de bemanning naar de binnenvloer. In de ronde muren zijn drie nissen aangebracht voor de opslag van munitie. Verder zit in het gebouw nog een grotere nis die ruimte bood voor het contragewicht van de hefkoepel. Aan de buitenzijde van het gebouw is een betonnen trap die naar de bovenkant van de frontwal leidt. 
Het kanon, de metalen cilinder en dak stond op een stellage verbonden aan een verticale as. Deze as was verbonden met een contragewicht en een hefboom. Met de hefboom kon het geheel naar boven worden gebracht en weer naar beneden dalen. Eenmaal boven dan werd de loop van het kanon naar buiten geschoven, het schot gelost en het geheel zakte weer naar beneden. De koepel en kanon konden met een handwiel 360 graden draaien. De bemanning van een hefkoepel bestond uit vier personen, drie kanonniers en een commandant.
Het omhoog brengen van de hefkoepel duurde ongeveer vijf seconden en ook het dalen nam vijf seconden in beslag. Om het kanon van de dekkings- in de schietstand te brengen hadden twee ongeoefende kanonniers zo’n vier seconden nodig. Met het handwiel duurde het ongeveer 15 seconden om de koepel volledig rond te draaien. Het kanon had een elevatie van -6 tot +6 graden.
De kanonnen kwamen uit de wapenfabriek van Krupp en Schneider. De loop was 1,425 meter lang en woog zo'n 185 kilogram. Het verschoot gietijzeren granaten en kartetsgranaten met een gewicht van 2,7 tot 3,9 kilogram. Het kanon werd omstreeks 1908 bij het Nederlandse leger geïntroduceerd.  
Tijdens de Tweede Wereldoorlog zijn alle hefkoepels door de Duitse bezetter verwijderd. Ze zijn afgevoerd, omgesmolten en gebruikt voor de productie van Duits oorlogsmaterieel.

## Maginotlinie
In deze Franse verdedigingslinie zijn ook veel hefkoepels gebruikt. De koepels kregen een diverse bewapening van kanonnen, mortieren en machinegeweren. De zwaarste hefkoepels hadden als bewapening twee 135mm kanonnen. Tijdens de Tweede Wereldoorlog werd duidelijk dat de hefkoepels bijzonder moeilijk door de artillerie waren uit te schakelen.